# Caledonia (Misisipi)
Caledonia es un pueblo del condado de Lowndes en el estado de Misisipi (Estados Unidos). En el año 2000 tenía una población de 1015 habitantes en una superficie de 7,3 km², con una densidad poblacional de 139,2 personas por km².

## Geografía
Caledonia se encuentra ubicado en las coordenadas 33°41′5″N 88°19′31″O / 33.68472, -88.32528. Según la Oficina del Censo, el pueblo tiene un área total de 7,3 km² (2,8 mi²), de la cual 7,3 km² (2,8 mi²) es tierra y 0 km² (0 mi²) es agua.

### Localidades adyacentes
El siguiente diagrama muestra a las localidades en un radio de 28 kilómetros (17,4 mi) de Caledonia.

## Demografía
Para el censo de 2000, había 1.015 personas, 365 hogares y 287 familias en la localidad. La densidad de población era 139.2 hab/km².
En el 2000 la renta per cápita promedia del hogar era de $ 41.071 y el ingreso promedio para una familia era de $50.625. El ingreso per cápita para la localidad era de $16.798. En 2000 los hombres tenían un ingreso per cápita de $32.159 contra $22.051 para las mujeres. Alrededor del 8% de la población estaba bajo el umbral de pobreza nacional.